# Ceromitia monopectinifera
Ceromitia monopectinifera là một loài bướm đêm thuộc họ Adelidae. Loài này có ở Nam Phi.